# Akihisa
Akihisa (あきひさ) est un prénom japonais masculin.